# Kościół Najświętszej Maryi Panny Częstochowskiej w Wyszkowie
Kościół Najświętszej Maryi Panny Częstochowskiej w Wyszkowie – rzymskokatolicki kościół parafialny należący do parafii św. Wojciecha Biskupa i Męczennika w Wyszkowie (dekanat Wyszków diecezji łomżyńskiej).
Jest to świątynia wybudowana i wyposażona w latach 1989–2008 dzięki staraniom proboszcza Stanisława Szulca. 19 września 1993 został wmurowany kamień węgielny przez biskupa pomocniczego łomżyńskiego Tadeusza Zawistowskiego, kamień poświęcił papież Jan Paweł II w 1987 w Warszawie. Świątynia została pobłogosławiona 6 grudnia 2000 przez biskupa łomżyńskiego Stanisława Stefanka.